# Ternstroemia parviflora
Ternstroemia parviflora är en tvåhjärtbladig växtart som beskrevs av Carl Karl Wilhelm Leopold Krug och Urb. Ternstroemia parviflora ingår i släktet Ternstroemia och familjen Pentaphylacaceae. Inga underarter finns listade i Catalogue of Life.